# Nigerpeton ricqlesi
Nigerpeton ricqlesi és una espècie d'amfibi temnospòndil que va viure al període Permià, fa uns 250 milions d'anys, en el que avui en dia és Níger.